# Oráčov

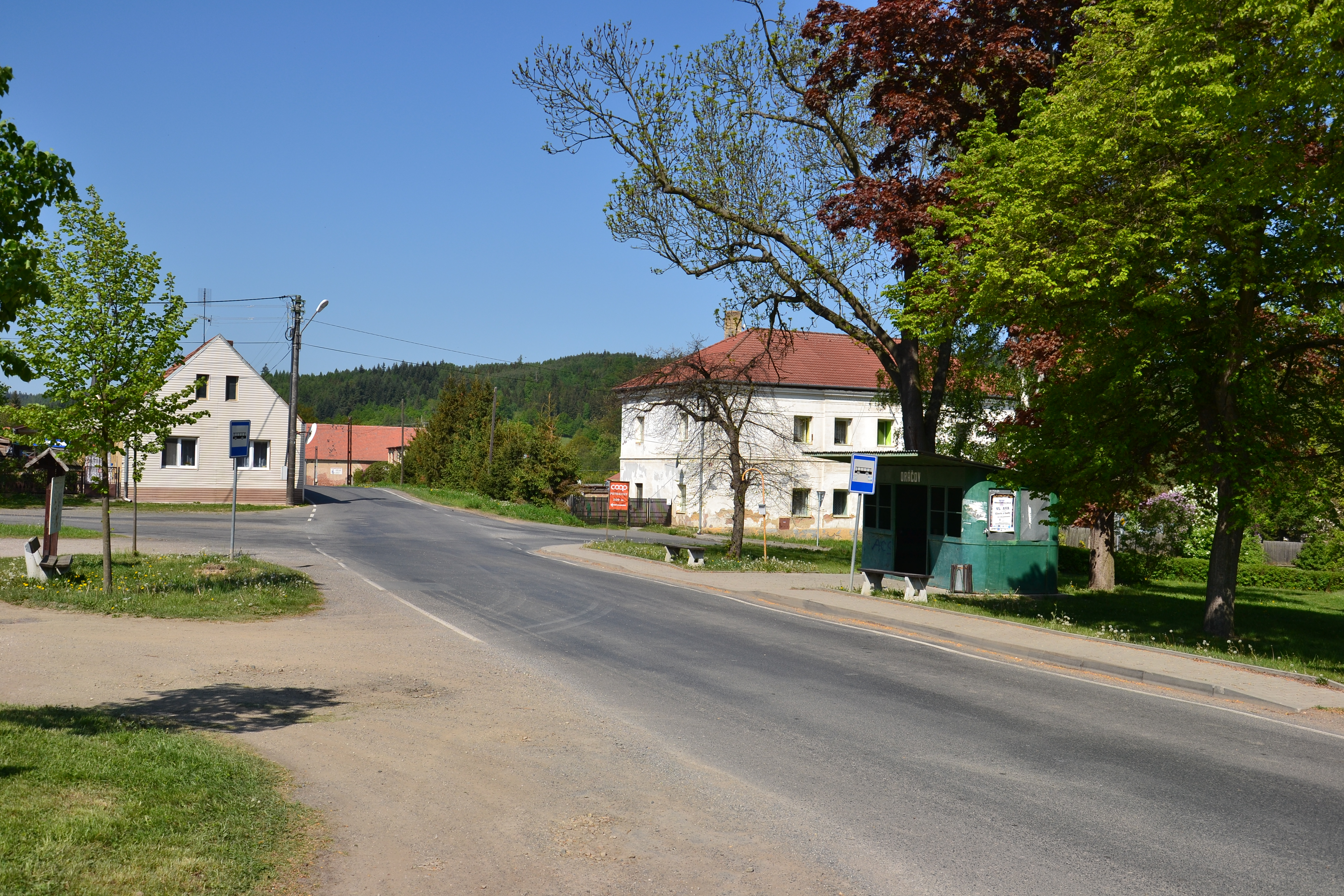
Ortsmitte von Oráčov (2018)

Oráčov (deutsch Woratschen) ist eine Gemeinde in Tschechien. Sie liegt sechs Kilometer nordöstlich von Jesenice und gehört zum Okres Rakovník.

## Geographie
Oráčov befindet sich unterhalb der Einmündung der Leština am rechten Ufer des Baches Rakovnický potok (Jechnitzer Bach) im Rakonitzer Hügelland. Das Dorf liegt am Rande des Naturparks Jesenicko. Nordöstlich erhebt sich der Ptačí vrch (431 m), im Süden der Hokovský vrch (565 m), südwestlich der Obecní vrch (589 m) und der Kamenný vrch (529 m) sowie im Nordwesten der Lovíč (520 m). Durch Oráčov führt die Staatsstraße II/228 zwischen Rakovník und Jesenice. Am südlichen Ortsrand verläuft die Bahnstrecke Rakovník–Bečov nad Teplou.
Nachbarorte sind Čížkov, Šmikousy, Kolešov, Hořovičky, Hokov und Heřmanov im Norden, Zderaz und Kolešovice im Nordosten, Přílepy, Švihov und Pšovlky im Osten, Šanov, Nový Dvůr und Řeřichy im Südosten, Klečetné, Hůrky und Velká Chmelištná im Süden, Soseň, Kosobody, Račí Hrad, U Fikače, Mlýn und Jesenice im Südwesten, Hopfův Mlýn, Omáčkovna und Stebno im Westen sowie Poustka, Petrohrad, Chotěšov, Bedlno und Bukov im Nordwesten.

## Geschichte
Das Dorf ist wahrscheinlich in der ersten Hälfte des 13. Jahrhunderts gegründet worden. Die erste schriftliche Erwähnung von Orachow erfolgte im Jahre 1295 als Sitz des Odolenus de Orachow. Ob dieser Sitz die Burg Starý zámek war oder eine Feste im Dorf, ist nicht feststellbar; die Größe von Starý zámek wäre jedoch für einen Landadelssitz ungewöhnlich. Während der Hussitenkriege erlosch die Burg. Eine Hälfte von Orachow wurde im 15. Jahrhundert an das Gut Petersburg angeschlossen, die andere gehörte verschiedenen Besitzern umliegender Güter. Später wurde das Dorf an das Gut Hokau angeschlossen. Während des Dreißigjährigen Krieges wurde das Dorf von schwedischen Truppen verwüstet. Die Kirche Jakobus des Älteren war früher eine Filiale der Pfarrei Tschistay und danach der Pfarrei Dekau. Im Jahre 1707 ließ der Besitzer des Gutes Hokau, Wenzel Johann Adalbert Walkaun, Freiherr von Adlar, in der Kirche von Woratschen einen Administrator einsetzen, dem er freie Tafel, den Genuss der Stola sowie den Zehnt von 26 Böhmischen Strich gewährte. Im Jahre 1724 kaufte Georg Olivier von Wallis das Gut Hokau von den Freiherren von Wolkaun auf. Er vereinigte es mit den Gütern Koleschowitz und Dekau 1744 zur Herrschaft Koleschowitz und erklärte diese zum Familienfideikommiss. 1744 erbte die Besitzungen sein Sohn Stephan Olivier von Wallis. Stephan Olivier von Wallis ließ die Kirche 1746 neu aufbauen und mit einem eigenen Pfarrer versehen. 1832 erbte Stephans Sohn Rudolf Olivier Graf von Wallis den Besitz, ihm folgte 1838 dessen Sohn Friedrich Olivier Graf von Wallis.
Im Jahre 1843 bestand Woratschen / Worač bzw. Orač aus 65 Häusern mit 414 größtenteils deutschsprachigen Einwohnern, darunter drei jüdischen Familien. Unter herrschaftlichem Patronat standen die Pfarrkirche des Apostels Jakob, die Pfarrei und die Schule. Außerdem gab es einen obrigkeitlichen Meierhof, ein dominikales Jägerhaus, zwei Brettmühlen und drei Getreidemühlen. Abseits lagen die Einschichten Žižka-Häusel (ein Wirtshaus), Žižka-Hof (ein Meierhof und eine Schäferei), Lobitsch (ein Hegerhaus), Obermühle (eine Getreidemühle), ein Forsthaus sowie Hinterwald (ein Hegerhaus und ein Dominikalhäuschen). Auf dem Kahlenberg waren Reste eines alten Schlosses erkennbar. Die Bewohner lebten vornehmlich vom Hopfenbau. Woratschen war Pfarrort für Döreisen (Zderaz), Schmihof, Pschoblik, Kletscheding (Klečetné), Sossen (Soseň), Gossawoda (Kosobody) und Wedel (Bedlno). Bis zur Mitte des 19. Jahrhunderts blieb Woratschen der Fideikommissherrschaft Koleschowitz untertänig.
Nach der Aufhebung der Patrimonialherrschaften bildete Woratschen / Oračov ab 1850 eine Gemeinde im Bezirk Saaz und Gerichtsbezirk Jechnitz. Bei der Choleraepidemie von 1866 starben 30 Einwohner. 1868 wurde Woratschen dem Bezirk Podersam zugeordnet. Infolge eines Wolkenbruches schwoll der Jechnitzer Bach im Mai 1872 zu einem reißenden Strom an und verwüstete den Dorfplatz; auf den Wiesen hinterließ die Flut meterhohe Ablagerungen aus Schlamm und Steinen. 1897 nahm die Lokalbahn Rakonitz–Petschau–Buchau den Betrieb auf der Bahnstrecke Rakonitz-Luditz auf. Das Wasser des Jechnitzer Baches trieb acht Mahl- bzw. Sägemühlen an. Außerdem wurden im Woratschner Grund durch die Mauthausner Steinindustrie mehrere Granitbrüche, deren Steine u. a. für den Bau der Kaiser Franz-Joseph-Brücke Verwendung fanden, sowie ein Sandsteinbruch betrieben. In der Landwirtschaft bildete der Hopfenbau den Schwerpunkt. Von den 569 Einwohnern, die Woratschen 1921 hatte, waren 493 Deutschböhmen und 73 Tschechen. Auf dem Dorfplatz wurde 1923 ein Denkmal für die Gefallenen des Ersten Weltkrieges errichtet. Im Jahre 1930 lebten in Woratschen 606 Personen, 1932 waren es 569. Nach dem Münchner Abkommen wurde die Gemeinde 1938 dem Deutschen Reich zugeschlagen und gehörte bis 1945 zum Landkreis Podersam. 1939 hatte die Gemeinde 560 Einwohner. Nach dem Ende des Zweiten Weltkrieges kam Oráčov zur Tschechoslowakei zurück, zwischen Juni 1945 und September 1946 erfolgte die Vertreibung von 424 deutschsprachigen Einwohnern. Das Gefallenendenkmal auf dem Dorfplatz wurde entfernt, da es an die deutsche Vergangenheit von Oráčov erinnerte. Der Okres Podbořany wurde 1960 aufgehoben, seitdem gehört Oráčov zum Okres Rakovník. 1961 wurde Klečetné eingemeindet. Auf den Feldern südlich des Hofes Čížkov wurde 1963 ein provisorisches Gefangenenlager errichtet; anstelle der Baracken entstand Ende der 1960er Jahre ein fester Gefängnisbau. Die Schule in Oráčov wurde 1977 geschlossen.
Die Gemeinde besteht heute aus 167 Häusern mit 375 Einwohnern, von denen 19 im Ortsteil Klečetné leben. Von den knapp 1604 Hektar des Katasters sind 690 Hektar Ackerland und 52 Hektar Wald. Das Gefängnis Oráčov bietet Platz zur Unterbringung von 487 männlichen Gefangenen.

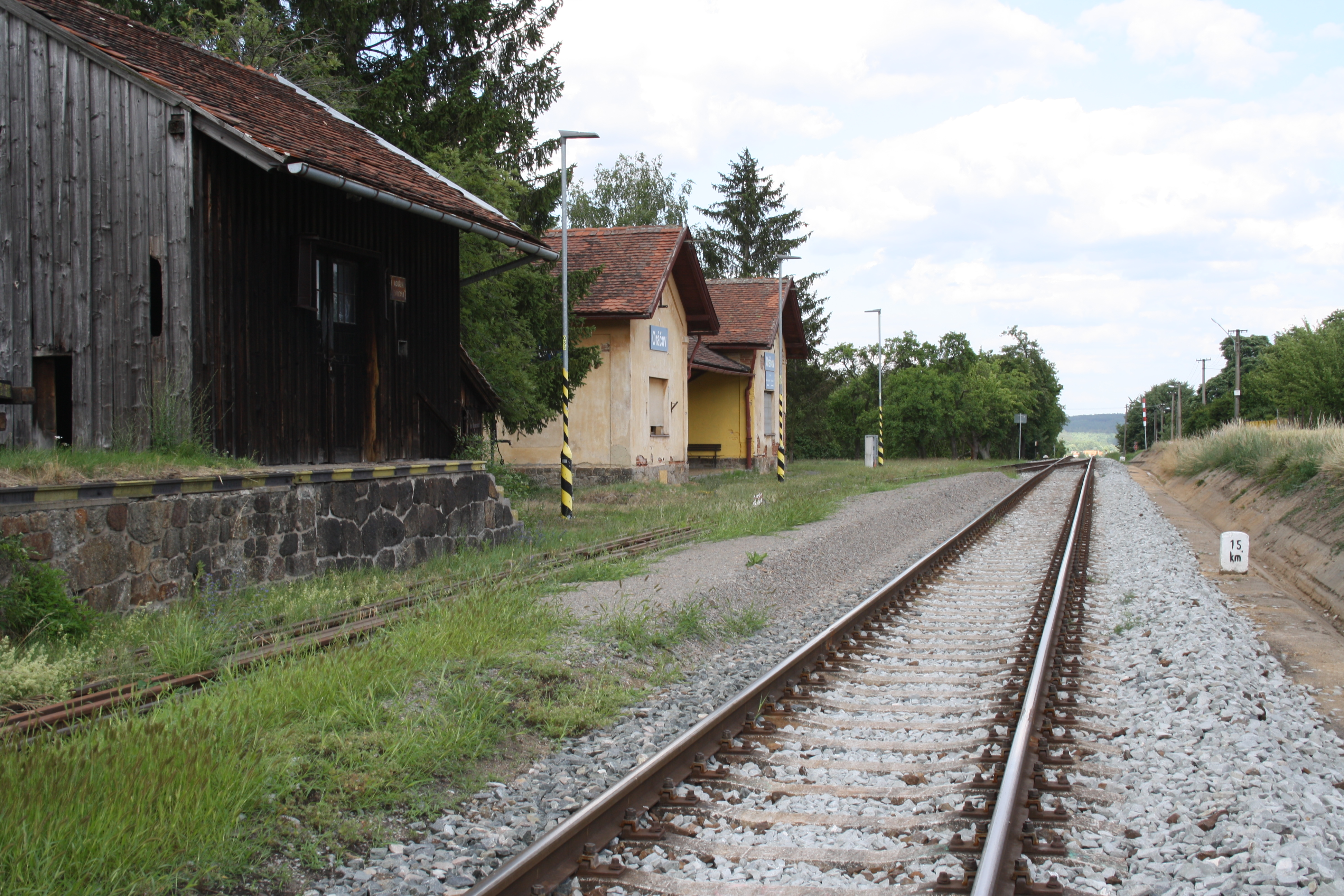
Bahnhof

## Gemeindegliederung
Die Gemeinde Oráčov besteht aus den Ortsteilen und Katastralbezirken Klečetné (Kletscheding) und Oráčov (Woratschen). Grundsiedlungseinheiten sind Čížkov (Tschischkahof), Klečetné und Oráčov.

## Sehenswürdigkeiten
- Katholische Kirche Jakobus des Älteren in Oráčov, der Barockbau entstand 1746 auf Veranlassung von Stephan Olivier von Wallis anstelle eines aus dem 14. Jahrhundert stammenden Vorgängerbaus. Die Orgel wurde 1829 von der Orgelbauerfamilie Guth aus Čistá gefertigt. 1958 wurde die Kirche zum Kulturdenkmal erklärt. Im Jahre 2008 begann ihre Instandsetzung.
- Pfarrhaus in Oráčov, erbaut 1710
- Evangelische Kirche in Oráčov, sie wurde 1902 größtenteils aus Unterstützungsgeldern des Schleswig-Holsteinischen Hauptvereins der evangelischen Gustav-Adolf-Stiftung in Kiel nach Plänen des Baumeisters Josef Schindler aus Podersam errichtet, die Glocken waren ein Geschenk des Saazer Kartonagenfabrikanten Moritz Lüdersdorf. Der Bau mit Elementen der Neugotik und Neuromanik dient heute als Kirche der Evangelischen Kirche der Böhmischen Brüder und ist seit 2001 als Kulturdenkmal geschützt.
- Burgstall Starý zámek, südwestlich des Dorfes auf einem Felssporn über der Leština; die wahrscheinlich im 13. Jahrhundert errichtete Anlage bestand aus einer Vorburg und der eigentlichen Burg, die durch einen Graben getrennt waren. Sie erlosch während der Hussitenkriege. Ihre Reste wurden 1958 als Kulturdenkmal geschützt.
- Jüdischer Friedhof, auf den Feldern östlich von Čížkov
- Naturdenkmal Malý Uran, südwestlich des Dorfes am Kosobodský potok
- Statue der Jungfrau Maria auf dem Dorfplatz von Klečetné, die sechs Meter hohe Figur wurde 1819 von Wenzel Zeiler gestiftet
- Trpasličí díra (Zwergenloch), ehemaliger Stollen einer Silbergrube aus der Mitte des 16. Jahrhunderts im Wald bei Klečetné
- Kapellen des hl. Joachim bei Hokov, der hl. Anna auf dem Lovíč und der Jungfrau Maria an der Straße nach Zderaz; sie sollen der Überlieferung nach um 1600 von drei Nonnen gestiftet worden sein, deren Fuhrwerk auf dem Weg zwischen Hokov und Oráčov durchgegangen war.
- Oráčovské údolí, westlich von Oráčov gelegener Grund des Rakovnický potok mit Mäandern, früher wurden dort acht Mühlen betrieben.